# Episodi di Legion (prima stagione)
La prima stagione della serie televisiva Legion è stata trasmessa in prima visione negli Stati Uniti d'America sul canale via cavo FX dall'8 febbraio al 29 marzo 2017.
In Italia la stagione è andata in onda in prima visione sul canale satellitare Fox di Sky dal 13 febbraio al 3 aprile 2017.
| nº | Titolo originalee | Titolo italiano          | Prima TV USA     | Prima TV Italia  |
| -- | ----------------- | ------------------------ | ---------------- | ---------------- |
| 1  | Chapter 1         | Realtà o illusione?      | 8 febbraio 2017  | 13 febbraio 2017 |
| 2  | Chapter 2         | Summerland               | 15 febbraio 2017 | 20 febbraio 2017 |
| 3  | Chapter 3         | Nelle pieghe della mente | 22 febbraio 2017 | 27 febbraio 2017 |
| 4  | Chapter 4         | The Eye                  | 1º marzo 2017    | 6 marzo 2017     |
| 5  | Chapter 5         | Il parassita             | 8 marzo 2017     | 13 marzo 2017    |
| 6  | Chapter 6         | Terapia                  | 15 marzo 2017    | 20 marzo 2017    |
| 7  | Chapter 7         | Shadow King              | 22 marzo 2017    | 27 marzo 2017    |
| 8  | Chapter 8         | Guerra o pace            | 29 marzo 2017    | 3 aprile 2017    |

## Realtà o illusione?
- Titolo originale: Chapter 1
- Diretto da: Noah Hawley
- Scritto da: Noah Hawley

### Trama
David Haller, viene interrogato da dei funzionari del governo che credono che egli possa essere il più potente mutante scoperto. Egli spiega che è stato diagnosticato come schizofrenico quando era giovane, ed è stato portato all'ospedale psichiatrico Clockworks dopo aver tentato il suicidio. Ha trascorso sei anni come un paziente lì, durante il quale ha incontrato Sydney "Syd" Barrett, una ragazza che rifiuta di essere toccata. Lei accetta di essere la sua ragazza, ma alla fine viene dimessa dall'ospedale. Prima di andarsene, David le dà un bacio d'addio, causando uno scambio delle loro menti nei loro corpi. Perdendo il controllo, Syd scatena le abilità del corpo di David che uccidono la sua amica Lenny Busker e intrappolano gli altri pazienti nelle loro camere. David è entrato invece nel corpo di Syd. Più tardi, il corpo di David torna a lui, e se ne va in cerca di Syd. David si trova inseguito da due persone fino a quando viene catturato dal governo. Legato ed interrogato, viene poi salvato da due persone, Ptonomy Wallace e Cary, irrompono nella struttura del governo con Syd per salvare David e portarlo da Melanie Bird.
- Ascolti USA: 1.62 milioni[4]

## Summerland
- Titolo originale: Chapter 2
- Diretto da: Michael Uppendahl
- Scritto da: Noah Hawley

### Trama
All’infrastruttura di Melanie Bird, Summerland, David Haller inizia un “lavoro sulla memoria” con Ptonomy Wallace, che ricorda tutto e può entrare nei ricordi degli altri. Bird spiega che Haller è stato catturato dalla Divisione 3, una delle divisioni del governo che si concentra sul catturare e studiare i mutanti. Bird dice che vuole aiutare David, mostrandogli che l’inizio della sua “malattia” era solo la manifestazione dei suoi poteri. Nei ricordi d’infanzia di David, lui è perseguitato da un libro per bambini che suo padre gli leggeva, Il bambino più arrabbiato del mondo, dove il protagonista uccide sua madre. Nei suoi ricordi prima di entrare a Clockworks, David assumeva droghe con Lenny Busker per cercare di bloccare le voci che sente. Bird mette Haller in uno scanner per l’MRI per studiare come il suo cervello funziona, nel mentre lui accidentalmente proietta la sua mente al Clockworks del presente, dove sua sorella Amy lo sta cercando. Amy viene rapita dalla Divisione 3, facendo sì che David entri nel panico e teletrasporti lo scanner per l’MRI fuori Summerland. David corre per salvare Amy, ma Sydney Barrett lo dissuade e lo convince ad aspettare per perfezionare prima i suoi poteri e controllarli meglio.
- Ascolti USA: 1.13 milioni[5]

## Nelle pieghe della mente
- Titolo originale: Chapter 3
- Diretto da: Michael Uppendahl
- Scritto da: Peter Calloway

### Trama
David continua il lavoro sulla memoria con Ptonomy e Melanie, esplorando il periodo in cui prendeva droghe prima della sua ammissione al Clockworks. Mentre osservano questo fenomeno, David è assalito da apparizioni, e come se non bastasse, la sua mente lotta contro il potere di Ptonomy e teletrasporta involontariamente i propri corpi fisici in una stanza diversa. Mentre subisce ulteriori test, David perde ancora il controllo, proiettando la sua mente e Syd alla Divisione 3, dove trovano Amy mentre viene interrogata. Uno dei suoi interrogatori, un mutante chiamato l'Occhio, vede David e Syd prima che tornino nei loro corpi. Melanie spiega che l'Occhio è Walter, uno dei fondatori di Summerland, accanto al suo marito scomparso Oliver e allo scienziato Cary Loudermilk. Disperati per una svolta con David, Melanie lo salva in un punto in cui lei, Ptonomy e Syd possono entrare nella sua mente ed esplorarla liberamente. Tuttavia, i suoi "ricordi" lavorano contro di loro, con un'incarnazione del bambino più cattivo del mondo che li insegue attraverso una versione della casa di infanzia di David, finché tutti e tre sono costretti ad uscire dalla testa di David.
- Ascolti USA: 1.04 milioni[6]

## The Eye
- Titolo originale: Chapter 4
- Diretto da: Larysa Kondracki
- Scritto da: Nathaniel Halpern

### Trama
Sidney, Ptonomy e Kerry incominciano ad indagare sul passato di David cadendo in una trappola tesagli dal mutante "the eye". Kerry viene ferita mentre Syd riesce ad entrare nel corpo del nemico, a liberare Ptonomy e a salvare David il quale stava per essere colpito da "the eye" nel corpo di Sidney. David incontra poi, nel piano astrale, Oliver Bird, il marito di Melanie.
- Ascolti USA: 0.75 milioni[7]

## Il parassita
- Titolo originale: Chapter 5
- Diretto da: Tim Mielants
- Scritto da: Peter Calloway

### Trama
Mentre Cary cura la sua controparte Kerry, David racconta a Melanie di aver incontrato suo marito. In seguito Haller viene a sapere che è figlio adottivo e che il parassita che abita nella sua mente conosceva il suo vero padre. Poi David riesce a creare un luogo nel piano astrale dove può avere una relazione con Syd e dopo deciso a salvare sua sorella, Così David raggiunge i laboratori della divisione 3 facendo strage di soldati. Solo tempo dopo Melanie, Syd e Ptonomy scoprono cosa ha fatto il ragazzo.
- Ascolti USA: 0.80 milioni[8]

## Terapia
- Titolo originale: Chapter 6
- Diretto da: Hiro Murai
- Scritto da: Nathaniel Halpern

### Trama
David si ritrova di nuovo nel Clockworks, ma stavolta insieme a tutto il resto del gruppo. Lenny è la psichiatra, Ptonomy ne ha preso il posto. L'unica a capire che c'è qualcosa che non va è Syd. Infatti i corpi di David, Syd, Ptonomy, Kerry, Cary e Melanie sono in un posto dove il tempo è fermo mentre le loro coscienze si trovano in un finto manicomio che non è altro che un'altra proiezione della mente di David.
- Ascolti USA: 0.73 milioni[9]

## Shadow King
- Titolo originale: Chapter 7
- Diretto da: Dennie Gordon
- Scritto da: Jennifer Yale

### Trama
Oliver dice a Cary che in realtà ha spiato David per molto tempo e di aver scoperto che l'identità del parassita che lo tormenta è Amahl Farouk, meglio conosciuto come Re delle Ombre. Egli era stato sconfitto dal padre biologico di David ed è entrato nella sua mente al solo scopo di vendicarsi. Cary dice poi al signor Bird di poter creare un dispositivo che isoli la mente di David dalle minacce astrali e mentre Oliver e sua moglie tentano di rintracciare David, Cary sveglia Syd incaricandola di salvare gli altri membri del gruppo. David riesce poi a scoprire la verità sul suo passato grazie alla sua parte razionale e una volta tornato alla realtà, il gruppo si dirige a Summerland aspettando il nuovo attacco da parte della Divisione 3.
- Ascolti USA: 0,72 milioni[10]

## Guerra o pace
- Titolo originale: Chapter 8
- Diretto da: Michael Uppendahl
- Scritto da: Noah Hawley

### Trama
David riesce a salvare i suoi amici da un attacco della divisione 3, poi, prelevato il loro capo, un certo Clark, cerca di convincerlo che umani e mutanti possono coesistere. Intanto Syd ha una visione di Shadow king e David sviene nonostante usasse il dispositivo approntato da Cary. Melanie ordina quindi di imprigionare Clark nonostante Sidney provasse a convincerla che la coesistenza era possibile. Allora Cary e Oliver approntano un esperimento che consiste in un macchinario alimentato da un generatore, il quale dovrebbe estirpare il parassita dalla mente di David prima che prendesse il totale controllo. Mentre Cary controlla i dispositivi, Oliver si reca al generatore per comunicare i valori agli altri. Nella mente di David inizia una lotta tra un visibilmente indebolito Shadow King e David, però alla fine prevale il re delle ombre. Capendo che David sarebbe morto nell'esperimento, Sidney lo bacia, trasferendo il parassita nella sua mente e estirpandolo da quella di David. Il re delle ombre trasferisce la sua influenza nel corpo di Kerry, considerandola abbastanza forte da aprirgli un varco per uscire da Summerland. Ma prima che il mutante possa uscire, viene raggiunto e attaccato da David, che si è ripreso, e da Clark, che però viene messo subito fuori gioco. Così i due mutanti continuano a lottare finché Shadow king esce dalla mente di Kerry per impossessarsi di Oliver, appena uscito dalla sala del generatore. Il mutante esce quindi dall'edificio e se ne va. 
In una scena dopo i titoli di coda, David viene catturato da un drone della divisione 3.
- Ascolti USA: 0,81 milioni[11]